# Hundsringbeutler
Der Hundsringbeutler (Pseudochirulus canescens) ist ein Beutelsäuger aus der Familie der Ringbeutler, der im neuguineischen Tiefland von der Vogelkop-Halbinsel im Westen bis zur Milne Bay Province im Osten, sowie auf den Inseln Yapen und Salawati vorkommt.

## Merkmale
Hundsringbeutler haben eine Kopf-Rumpf-Länge von 20 bis 23 cm, eine Schwanzlänge von 17 bis 20 cm und ein Gewicht von 235 bis 380 g. Sie sind damit zusammen mit dem Zwerg-Ringbeutler (Pseudochirulus mayeri) die kleinsten Ringbeutlerarten. Die Art ist polymorphisch und es wurden fünf Unterarten beschrieben, die aber im Beuteltierband des Handbook of the Mammals of the World, einem Standardwerk zur Säugetierkunde, nicht anerkannt werden. Stattdessen werden zwei Morphen erwähnt, eine mit einem grauen und eine mit einem braunen Fell. Bei beiden Morphen verläuft über die Rückenmitte und die Kopfoberseite ein schwarzer Streifen. Außerdem sind die Ohrbasen schwarz.

## Vorkommen, Lebensraum und Lebensweise

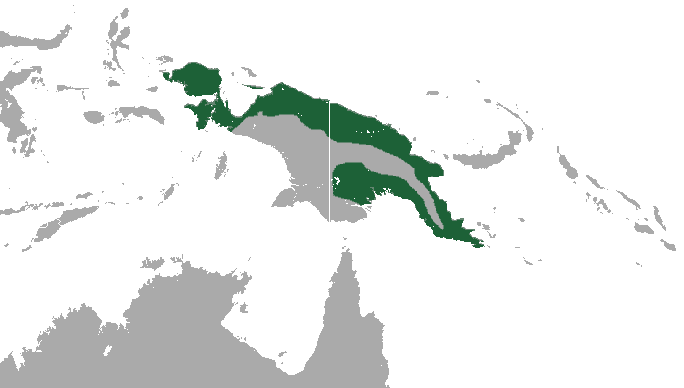
Verbreitungskarte des Hundsringbeutlers

Der Hundsringbeutler ist weit verbreitet, in seinem gesamten Verbreitungsgebiet aber selten. Die Tiere kommen vor allem in Sekundärwäldern im neuguineischen Tiefland vor, in der Gulf Province und in der Western Province aber auch bis in Höhen von 1300 Metern. Die Ernährung ist noch nicht besonders intensiv untersucht worden. Bei Analysen von Mageninhalten fand man Blättern, Moose, Flechten und Farne. Weibchen mit Jungtieren im Beutel wurden in den Monaten Oktober, November und Februar untersucht. Normalerweise haben sie nur ein einzelnes Jungtier, in  selteneren Fällen auch bis zu drei. Außer das sie nachtaktiv sind und den Tag unter anderem in Baumhöhlen verbringen ist über ihr Verhalten bisher nicht weiteres bekannt.

## Gefährdung
Die IUCN klassifiziert den Hundsringbeutler in die Kategorie „ungefährdet“ (Least Concern). Das Verbreitungsgebiet ist groß und die Tiere kommen auch in einigen Schutzgebieten vor.